# Ptinella denticollis
Ptinella denticollis är en skalbaggsart som först beskrevs av Leon Fairmaire 1858.  Ptinella denticollis ingår i släktet Ptinella, och familjen fjädervingar. Arten är reproducerande i Sverige.